# Krijgsgevangenkamp 5110/48 Vojkovo
Het Krijgsgevangenkamp 5110/48 Vojkovo (Duits: Kriegsgefangenenlager 5110/48 Woikowo) was een kamp in de Sovjet-Unie voor krijgsgevangenen uit de generaalsrangen tijdens de Tweede Wereldoorlog. Het kamp bevond zich in Tsjerntsy in het blast Ivanovo en heeft bestaan van 1943 tot 1955.

## Omvang van de internering
Rond een 400 Duitse, Japanse, Hongaarse, Italiaanse, Roemeense en Oostenrijkse officieren werden samengebracht in het generaalskamp Vojkovo (5110/48).
Op 3 juli 1943 werden de eerste generaals, die tijdens de slag om Stalingrad gevangen genomen waren, in het kamp geïnterneerd. De hoogste in rang was Generalfeldmarschall Friedrich Paulus. Na de verschillende nederlagen van de Wehrmacht in Koersk (slag om Koersk), Baltisch offensief (Baltische staten) en Wit-Rusland (operatie Bagration) raakten er tussen 1944 en 1945 steeds meer generaals in Sovjet-gevangenschap, en werden naar het kamp afgevoerd.
Na de onvoorwaardelijke capitulatie van de Wehrmacht op 7 mei 1945, werden er 185 Wehrmachtgeneraals in het kamp geïnterneerd.

### Geïnterneerde officieren
Krijgsgevangene in het kamp waren (selectie):
| | |
| - Wilhelm Adam, Generalmajor - Friedrich Altrichter, Generalleutnant - Oskar Audörsch, Generalmajor - Leopold Graf Fugger von Babenhausen, Generalmajor - Hans Baur, SS-Gruppenführer, Generalleutnant der Waffen-SS und der Polizei - Ehrenfried Boege, General der Infanterie - Ernst Bormann, Generalmajor - Walter Braemer, General der Kavallerie en SS-Gruppenführer - Alexander Conrady, Generalmajor - Rudolf August Demme, Generalmajor - Wilhelm Eckhold (of Eckold), SS-Obersturmführer - Sigismund von Falkenstein, Generalmajor - Friedrich Foertsch, Generalleutnant - Alfred Gause, Generalleutnant - Erwin Gerlach, Generalmajor - Karl-Hans Giese, Generalmajor - Günther Horstmann, Konteradmiral - Otto Korfes, Generalmajor - Richard Kretzer, Generalmajor - Wilhelm Kries, Generalveterinär der Polizei - Wilhelm Kunze, Generalmajor - Arno von Lenski, Generalleutnant - Gustav Lombard, Generalmajor der Waffen-SS - Alfons Luczny, Generalleutnant der Luftwaffe | - Werner Marcks, Generalleutnant - Wilhelm Mohnke, Generalmajor der Waffen-SS - Dietrich-Ernst von Müller, Generalleutnant - Kurt-Peter Müller, Generalmajor der Waffen-SS - Friedrich Paulus, Generalfeldmarschall - Karl Pfeffer-Wildenbruch, SS-Obergruppenführer en General der Waffen-SS en General der Polizei - Richard Reimann, General der Flakartillerie der Luftwaffe - Willi Reitel, Generalleutnant - Hans Ritter, General der Flieger der Luftwaffe - Friedrich Roske, Generalmajor - Franz Sattler, Generalleutnant - Dietrich von Saucken, General der Panzertruppe - Werner Schartow, Generalleutnant - Arthur Schmidt, Generalleutnant - Walther von Seydlitz-Kurzbach, General der Artillerie - Ernst Sieler, Generalleutnant - Karl Strecker, General der Infanterie - Gottfried Weber, Generalleutnant - Otto Weber, Generalmajor - Hans Wesemann, Generalarbeitsführer - Hans Wulz, Generalmajor - Rudolf Wuttmann, General der Artillerie |

Duitse krijgsgevangene die in het kamp zijn gestorven zijn, werden op de Duitse Oorlogsbegraafplaats Tsjerntsy begraven. Daaronder waren:
| | |
| - Wilhelm Kries (1887–1953), Generalveterinär der Polizei - Erwin Barends (1880–1952), Generalmajor - Louis Tronnier (1897–1952), Generalmajor - Paul Stoewer (1890–1953), Generalleutnant - Friedrich Bayer (1887–1953), Generalleutnant - Gerhard Hans Medem (1893–1953), Generalleutnant - Walter von Boltenstern (1889–1952), Generalleutnant - Friedrich Niehus (1898–1951), Generalmajor - Karl Wilhelm Specht (1894–1953), General der Infanterie - Gerd-Paul von Below (1892–1953), Generalmajor - Rudolf Noack (1890–1954), Generalmajor - Hans Busch (1887–1951), Generalmajor | - Ernst Ruhe (1891–1951), Generalarzt - Wilhelm Runge (1888–1954), Generalmajor - Heinrich-Anton Deboi (1893–1955), Generalleutnant - Friedrich Hochbaum (1894–1955), General der Infanterie - Wilhelm von Stubenrauch (1887–1950), Generalleutnant - Hans Boeckh-Behrens (1898–1955), Generalleutnant - Anton Eberth (1888-1955), Generalmajor - Hans-Joachim Baurmeister (1898–1950), Generalmajor - Heinz Thoma (1891–1948), Generalleutnant - Otto Ullmann (1899–1955), Generalmajor - Reiner Stahel (1892–1955), Generalleutnant - Max Pfeffer (1883–1955), General der Artillerie |

|  |

## De omstandigheden van het krijgsgevangenschap
Het doel van het secretariaat van het Volkscommissariaat voor Binnenlandse Zaken en daarmee het Instituut 99was, om de geïnterneerde generaals toe te laten treden tot de Bund Deutscher Offiziere (Bond van Duitse Officiëren), en met behulp van Duitse soldaten zouden overlopen om zo de strijd aan te gaan tegen de dictatuur van Hitler zouden vechten.
Voor onderdak werd een oud herenhuis met hoge- en grote oude ruimtes als slaap- en woonkamer gebruikt. Om 6.30 uur werd opgestaan, en om 22.30 uur begon de nachtrust. Ontbijt was om 8.00 uur, lunch 's middags om 13.00 uur. De dagelijkse maaltijden van de gevangenen omvatten 3500 calorieën. Hun vrije tijd konden de kampbewoners zelf indelen, vele waren als tuinier, groenteteler actief of werkte in de meubelmakerij. Vele gevangenen ondernamen wandelingen door het park van het kamp of lazen boeken. Zo konden er van de Lenin-bibliotheek in Moskou, boeken geleend worden, andere leerde de Russische taal. Er werden regelmatig bioscoopvoorstellingen gehouden, evenals muzikale avonden met piano, gitaar en viool.
Met de gevangenen werden lange gesprekken in kamers die afgeluisterd werden gevoerd. Tussen 1943 en 1944 konden ongeveer 10 generaals toetreden tot de Bund Deutscher Offiziere, waarop ze het kamp konden verlaten. Tot hun behoorde: Otto Korfes, Walther von Seydlitz-Kurzbach, Arno von Lenski en Hans Wulz.

## Het einde van het krijgsgevangenschap
Eind 1948 was het groot deel van de Italiaanse, Hongaarse en Oostenrijkse generaals al vrijgelaten. Door de gemaakte afspraken in 1955 tussen de bondskanselier Konrad Adenauer en premier Nikolaj Boelganin, werden er tot het einde van het jaar de overige 150 Duitse generaals ook vrijgelaten, en keerde naar hun thuisland terug. Het kamp werd daarna afgebroken.
Voor de aanvang van de terugreis, kregen de vrijgelaten gevangenen „hun dierbare zondagskleren met das, mantel, suède schoenen, vilthoed en twee paar ondergoed. Iedereen kreeg rantsoenen voor vier dagen, bestaande uit: gerookte worst, olie, kaas, rooktabak, kaviaar en suikergoed mee“. Op het doorvoerstation in Moskou kon men een stadsrondrit maken en ervaren.